# كوامي أوبوكو
كوامي أوبوكو (بالإنجليزية: Kwame Opoku)‏ هو لاعب كرة قدم غاني، ولد في 8 مايو 1999 في كوماسي في غانا.

## وصلات خارجية
- كوامي أوبوكو على موقع قاعدة بيانات كرة القدم.إي يو (الإنجليزية)
- كوامي أوبوكو على موقع ناشيونال فوتبول تيمز (الإنجليزية)
- كوامي أوبوكو على موقع Soccerway.com (الإنجليزية)
- كوامي أوبوكو على موقع GSA (الإنجليزية)